# Сагалассос
Сагалассос (грец. Σαγαλασσός) — античне місто і важливий археологічний об'єкт у південно-західній Анатолії (сучасна Туреччина).

## Розташування
Руїни міста розташовані за близько 100 км на північ від міста Анталія, недалеко від сучасного турецького міста Агласун. Засноване на західному схилі хребта Тавр.

## Історія
У 333 році до н. е. місто завоював Олександр Македонський. У 25 році до н. е. місто стало столицею римської провінції Галатія. Залишки античних пам'яток міста мають яскраво виражений римський характер. У місті сформувався культ імператора Адріана (117—138 рр.), тут оселилася велика кількість римських ветеранів, що було досить незвично для еллінізованої Анатолії. Збереглися залишки 5-метрової статуї імператора Адріана.
Залишки археологічного об'єкта розташовані на висоті від 1400 до 1600 метрів над рівнем моря. На початку VI століття тут стався сильний землетрус. Потім ще один, в середині VII століття. В результаті почалися перебої з водою і епідемії. Із загальним занепадом міської античної культури його жителі почали залишати місто і переселялися в долину. Проте, в візантійську епоху життя греко-християнської громади в місті жевріло до початку 13 століття, коли розпочалася фінальна стадія турецького завоювання. Судячи зі зруйнованої візантійської фортеці, відносини між християнськими жителями міста і, прибуваючими турками були ворожими. З цієї причини турки почали селитися не в самому місті, а в окремому селищі на околиці. Як показали розкопки Сагалассоса, процес мусульманізації і тюркизації міста не був мирним, і греко-християнське населення чинило йому активний опір аж до початку XIV століття .